# Serie B 2016-2017 (pallacanestro maschile)
La Serie B 2016-2017 è la terza stagione come terzo livello del Campionato italiano di pallacanestro, la quarta sotto la gestione della nuova LNP.

## Regolamento

### Squadre ammesse
Le 64 squadre partecipanti sono divise in 4 gironi da 16.

### Formula
Le squadre di ciascun girone si affrontano in una prima fase di qualificazione (denominata Regular Season) con gare di andata e ritorno.
In base alla classifica finale:
- Le squadre classificate dal 1º all'8º posto di ogni girone accedono ai Play Off. I quarti di finale si disputano al meglio delle tre gare, mentre le semifinali e le finali si disputano al meglio delle cinque gare. La squadra vincente dei Play Off dei rispettivi gironi accede alla Final Four Promozione. La Final Four Promozione si tiene in campo neutro con il seguente calendario: vincente Play Off Girone A contro vincente Play Off Girone B e vincente Play Off Girone C contro vincente Play Off Girone D. Le squadre che escono vincitrici dai due incontri sono promosse. Le due squadre perdenti si affrontano in un ulteriore incontro per stabilire la terza ed ultima promozione.
- Le squadre classificate al 16º ed ultimo posto di ogni girone retrocedono direttamente in Serie C regionale.
- Le squadre classificate dal 12º al 15º posto di ogni girone accedono ai Play Out che si disputano al meglio delle cinque gare. Le squadre che escono sconfitte dalle due serie di incontri retrocedono in Serie C regionale.
- Le rimanenti squadre non disputano ulteriori incontri.

## Squadre

### Girone A
- Bottegone S.Angelo
- Basket Cecina
- Oleggio Basket
- USE Empoli
- PMS Basketball
- Valsesia Basket
- Rosmini Domodossola
- Fulgor Omegna

- Etrusca S. Miniato
- Golfo Piombino
- Pino Drag. Firenze
- Virtus Siena
- Sangiorgese Basket
- Fiorentina Basket
- S.C. Montecatini
- Robur Varese

### Girone B
- Benedetto XIV Cento
- Pirates Acc. Sestu
- Pall. Orzinuovi
- Basket Iseo
- Bergamo B. 2014
- Rucker SanVe
- Pall. Piacentina
- Alto Sebino

- Urania Milano
- Virtus Padova
- Pall. Crema
- Raggisolaris Faenza
- Basket Lecco
- BMR Reggio Emilia
- Aurora Desio
- Vicenza

### Girone C
- Virtus Cassino
- Planet Catanzaro
- Virtus Valmontone
- Cuore Napoli
- Basket Cefalù
- Barcellona
- Palestrina
- Basket Scauri

- Patti Basket
- LUISS Roma
- Vis Nova Roma
- Stella Azzurra
- Teramo 1960
- Tigers Forlì
- S.Michele Maddaloni
- Stella Azzurra Viterbo

### Girone D
- Lions Bisceglie
- Campli
- San Severo
- Pod. Montegranaro
- Amatori Pescara
- Mola N.B. 2012
- Dynamic Venafro
- Basket Ortona

- Olimpia Matera
- Crabs Rimini
- Basket P.S.E.
- Giulia Giulianova
- Pall. Senigallia
- CUS Jonico Taranto
- Valdiceppo Basket
- Isernia

## Stagione Regolare

### Girone A

#### Classifica
|  |     | Classifica stagione regolare         | PT | G  | V  | P  | PF   | PS   | Diff |
|  | --- | ------------------------------------ | -- | -- | -- | -- | ---- | ---- | ---- |
|  | 1.  | Pallacanestro Moncalieri             | 44 | 30 | 22 | 8  | 2153 | 2029 | +124 |
|  | 2.  | Fulgor Omegna                        | 38 | 30 | 19 | 11 | 2051 | 1940 | +111 |
|  | 3.  | Blukart San Miniato                  | 38 | 30 | 19 | 11 | 2151 | 1947 | +204 |
|  | 4.  | Fiorentina Basket                    | 36 | 30 | 18 | 12 | 2155 | 2110 | +45  |
|  | 5.  | Gessi Valsesia                       | 32 | 30 | 16 | 14 | 2183 | 2087 | +96  |
|  | 6.  | Valentina's Bottegone                | 32 | 30 | 16 | 14 | 2213 | 2182 | +31  |
|  | 7.  | USE Computer Gross Empoli            | 32 | 30 | 16 | 14 | 2040 | 1988 | +52  |
|  | 8.  | Gioiellerie Fabiani Montecatini T.   | 30 | 30 | 15 | 15 | 2099 | 2057 | +42  |
|  | 9.  | Basket Golfo Piombino                | 30 | 30 | 15 | 15 | 2146 | 2141 | +5   |
|  | 10. | GR Services Basket Cecina            | 28 | 30 | 14 | 16 | 2114 | 2217 | -103 |
|  | 11. | Coelsanus Varese                     | 26 | 30 | 13 | 17 | 2005 | 2103 | -98  |
|  | 12. | Virtus Siena                         | 26 | 30 | 13 | 17 | 1967 | 2102 | -135 |
|  | 13. | Sangiorgese Basket                   | 24 | 30 | 12 | 18 | 2140 | 2183 | -43  |
|  | 14. | ENIC Pino Dragons Bk Firenze         | 22 | 30 | 11 | 19 | 2030 | 2133 | -103 |
|  | 15. | Mamy Oleggio                         | 22 | 30 | 11 | 19 | 2073 | 2152 | -79  |
|  | 16. | Vinavil-Cipir DomoBasket Domodossola | 20 | 30 | 10 | 20 | 1997 | 2146 | -149 |

Legenda:

      Qualificate ai Play Off
      Ammesse ai Play Out
      Retrocesse in Serie C regionale

### Girone B

#### Classifica
|  |     | Classifica stagione regolare | PT | G  | V  | P  | PF   | PS   | Diff |
|  | --- | ---------------------------- | -- | -- | -- | -- | ---- | ---- | ---- |
|  | 1.  | Agribertocchi Orzinuovi      | 50 | 30 | 25 | 5  | 2251 | 1914 | +337 |
|  | 2.  | Co.Mark Bergamo              | 48 | 30 | 24 | 6  | 2279 | 1999 | +280 |
|  | 3.  | Bakery Piacenza              | 44 | 30 | 22 | 8  | 2412 | 2092 | +320 |
|  | 4.  | Baltur Cento                 | 42 | 30 | 21 | 9  | 2247 | 1977 | +270 |
|  | 5.  | Rekico Faenza                | 38 | 30 | 19 | 11 | 2148 | 2101 | +47  |
|  | 6.  | GIMAR Lecco                  | 38 | 30 | 19 | 11 | 2113 | 1951 | +162 |
|  | 7.  | Bmr Basket 2000 Scandiano    | 30 | 30 | 15 | 15 | 2111 | 2107 | +4   |
|  | 8.  | Pallacanestro Crema          | 30 | 30 | 15 | 15 | 2044 | 2107 | -63  |
|  | 9.  | Broetto Costruzioni Padova   | 28 | 30 | 14 | 16 | 2123 | 2120 | +3   |
|  | 10. | Rimadesio Desio              | 28 | 30 | 14 | 16 | 2139 | 2076 | +63  |
|  | 11. | Hikkaduwa Milano             | 24 | 30 | 13 | 17 | 2189 | 2198 | -9   |
|  | 12. | Vivigas Alto Sebino          | 20 | 30 | 10 | 20 | 2186 | 2353 | -167 |
|  | 13. | Accademia Su Stentu Sestu    | 18 | 30 | 9  | 21 | 1905 | 2313 | -408 |
|  | 14. | Banca Popolare di Vicenza    | 18 | 30 | 9  | 21 | 2091 | 2239 | -148 |
|  | 15. | Rucker San Vendemiano        | 14 | 30 | 7  | 23 | 2028 | 2321 | -293 |
|  | 16. | Argomm Basket Iseo           | 10 | 30 | 5  | 25 | 2006 | 2404 | -398 |

Legenda:

      Qualificate ai Play Off
      Ammesse ai Play Out
      Retrocesse in Serie C regionale

### Girone C

#### Classifica
|  |     | Classifica stagione regolare | PT | G  | V  | P  | PF   | PS   | Diff |
|  | --- | ---------------------------- | -- | -- | -- | -- | ---- | ---- | ---- |
|  | 1.  | Cuore Napoli Basket          | 50 | 30 | 25 | 5  | 2387 | 2099 | +288 |
|  | 2.  | Basket Barcellona            | 46 | 30 | 23 | 7  | 2268 | 2038 | +230 |
|  | 3.  | Citysightseeing Palestrina   | 44 | 30 | 22 | 8  | 2484 | 2200 | +284 |
|  | 4.  | Air Fire Virtus Valmontone   | 44 | 30 | 22 | 8  | 2348 | 2126 | +222 |
|  | 5.  | Virtus Cassino               | 42 | 30 | 21 | 9  | 2367 | 2141 | +226 |
|  | 6.  | Tigers Forlì                 | 34 | 30 | 17 | 13 | 2335 | 2289 | +46  |
|  | 7.  | LUISS Roma                   | 32 | 30 | 16 | 14 | 2241 | 2195 | +46  |
|  | 8.  | Mastria Vending Catanzaro    | 30 | 30 | 15 | 15 | 2145 | 2103 | +42  |
|  | 9.  | Teramo Basket 1960           | 28 | 30 | 14 | 16 | 2141 | 2171 | -30  |
|  | 10. | Basket Scauri                | 28 | 30 | 14 | 16 | 2158 | 2176 | +18  |
|  | 11. | Zannella Basket Cefalù       | 26 | 30 | 13 | 17 | 2245 | 2230 | +15  |
|  | 12. | Sport è Cultura Patti        | 22 | 30 | 11 | 19 | 1964 | 2176 | -212 |
|  | 13. | Vis Nova Simply Roma         | 22 | 30 | 11 | 19 | 2009 | 2134 | -125 |
|  | 14. | Stella Azzurra Roma          | 14 | 30 | 7  | 23 | 1986 | 2217 | -231 |
|  | 15. | MecSan Maddaloni             | 10 | 30 | 5  | 25 | 2055 | 2415 | -360 |
|  | 16. | Balletti Park Hotel Viterbo  | 8  | 30 | 4  | 26 | 1853 | 2276 | -423 |

Legenda:

      Qualificate ai Play Off
      Ammesse ai Play Out
      Retrocesse in Serie C regionale

### Girone D

#### Classifica
|  |     | Classifica stagione regolare    | PT | G  | V  | P  | PF   | PS   | Diff |
|  | --- | ------------------------------- | -- | -- | -- | -- | ---- | ---- | ---- |
|  | 1.  | Extralight Montegranaro         | 52 | 30 | 26 | 4  | 2292 | 1850 | +442 |
|  | 2.  | Lions Bisceglie                 | 48 | 30 | 24 | 6  | 2206 | 1970 | +236 |
|  | 3.  | Globo Infoservice Campli        | 44 | 30 | 22 | 8  | 2235 | 2076 | +159 |
|  | 4.  | Allianz Pazienza San Severo     | 42 | 30 | 21 | 9  | 2245 | 1964 | +281 |
|  | 5.  | Basket Pescara                  | 40 | 30 | 20 | 10 | 2219 | 1959 | +260 |
|  | 6.  | Olimpia Matera                  | 34 | 30 | 17 | 13 | 2569 | 2429 | +140 |
|  | 7.  | Malloni Basket Porto S. Elpidio | 32 | 30 | 16 | 14 | 2089 | 2057 | +32  |
|  | 8.  | Goldengas Senigallia            | 32 | 30 | 16 | 14 | 2235 | 2245 | -10  |
|  | 9.  | NTS Informatica Rimini          | 28 | 30 | 14 | 16 | 2207 | 2195 | +12  |
|  | 10. | We're Basket Ortona             | 26 | 30 | 13 | 17 | 2188 | 2264 | -76  |
|  | 11. | Al Discount Venafro             | 24 | 30 | 12 | 18 | 2139 | 2335 | -196 |
|  | 12. | Etomilu Giulianova              | 22 | 30 | 11 | 19 | 2071 | 2196 | -125 |
|  | 13. | Sicoma Valdiceppo Perugia       | 18 | 30 | 9  | 21 | 2132 | 2238 | -106 |
|  | 14. | Globo Isernia                   | 16 | 30 | 8  | 22 | 1817 | 2154 | -337 |
|  | 15. | Pu.Ma. Trading Taranto          | 12 | 30 | 6  | 24 | 1839 | 2152 | -313 |
|  | 16. | Quarta Caffè-MD Disc. Monteroni | 10 | 30 | 5  | 25 | 1978 | 2377 | -399 |

Legenda:

      Qualificate ai Play Off
      Ammesse ai Play Out
      Retrocesse in Serie C regionale

## Play-off
- Quarti di finale al meglio delle tre gare: si qualifica la squadra che vince due incontri. L'ordine delle partite è: gara-1 ed eventuale gara-3 in casa della meglio classificata; gara-2 in casa della peggior classificata.
- Semifinali e finali al meglio delle cinque gare: si qualifica la squadra che vince tre incontri. L'ordine delle partite è: gara-1, gara-2 ed eventuale gara-5 in casa della meglio classificata; gara-3 ed eventuale gara-4 in casa della peggior classificata.
- La squadra che vince i play-off di ciascun girone viene ammessa alla Final Four nel giugno 2017. Le vincenti delle semifinali e la vincente dello spareggio finale saranno promosse in Serie A2.

### Play Off 1
|  | Quarti di finale | Quarti di finale | Quarti di finale    |                 |                     | Semifinali      | Semifinali | Semifinali |  |  | Finale | Finale              | Finale |
|  |                  |                  |                     |                 |                     |                 |            |            |  |  |        |                     |        |
|  | 1A               | PMS Basketball   | 2                   |                 |                     |                 |            |            |  |  |        |                     |        |
|  | 8B               | Pall. Crema      | 1                   |                 |                     |                 |            |            |  |  |        |                     |        |
|  | 8B               | Pall. Crema      | 1                   |                 | 1A                  | PMS Basketball  | 1          |            |  |  |        |                     |        |
|  |                  |                  |                     |                 | 1A                  | PMS Basketball  | 1          |            |  |  |        |                     |        |
|  |                  | 4B               | Benedetto XIV Cento | 3               |                     |                 |            |            |  |  |        |                     |        |
|  | 4B               | 4B               | Benedetto XIV Cento | 3               | Benedetto XIV Cento | 2               |            |            |  |  |        |                     |        |
|  | 4B               |                  |                     |                 | Benedetto XIV Cento | 2               |            |            |  |  |        |                     |        |
|  | 5A               | Valsesia Basket  | 0                   |                 |                     |                 |            |            |  |  |        |                     |        |
|  |                  |                  |                     |                 |                     |                 |            |            |  |  | 4B     | Benedetto XIV Cento | 0      |
|  |                  |                  | 2B                  | Bergamo B. 2014 | 3                   |                 |            |            |  |  |        |                     |        |
|  | 2B               | Bergamo B. 2014  | 2                   |                 |                     |                 |            |            |  |  |        |                     |        |
|  | 7A               | USE Empoli       | 0                   |                 |                     |                 |            |            |  |  |        |                     |        |
|  | 7A               | USE Empoli       | 0                   |                 | 2B                  | Bergamo B. 2014 | 3          |            |  |  |        |                     |        |
|  |                  |                  |                     |                 | 2B                  | Bergamo B. 2014 | 3          |            |  |  |        |                     |        |
|  |                  | 6B               | Basket Lecco        | 1               |                     |                 |            |            |  |  |        |                     |        |
|  | 3A               | 6B               | Basket Lecco        | 1               | Etrusca S. Miniato  | 1               |            |            |  |  |        |                     |        |
|  | 3A               |                  |                     |                 | Etrusca S. Miniato  | 1               |            |            |  |  |        |                     |        |
|  | 6B               | Basket Lecco     | 2                   |                 |                     |                 |            |            |  |  |        |                     |        |

### Play Off 2
|  | Quarti di finale | Quarti di finale    | Quarti di finale  |               |                   | Semifinali      | Semifinali | Semifinali |  |  | Finale | Finale          | Finale |
|  |                  |                     |                   |               |                   |                 |            |            |  |  |        |                 |        |
|  | 1B               | Pall. Orzinuovi     | 2                 |               |                   |                 |            |            |  |  |        |                 |        |
|  | 8A               | S.C. Montecatini    | 0                 |               |                   |                 |            |            |  |  |        |                 |        |
|  | 8A               | S.C. Montecatini    | 0                 |               | 1B                | Pall. Orzinuovi | 3          |            |  |  |        |                 |        |
|  |                  |                     |                   |               | 1B                | Pall. Orzinuovi | 3          |            |  |  |        |                 |        |
|  |                  | 4A                  | Fiorentina Basket | 0             |                   |                 |            |            |  |  |        |                 |        |
|  | 4A               | 4A                  | Fiorentina Basket | 0             | Fiorentina Basket | 2               |            |            |  |  |        |                 |        |
|  | 4A               |                     |                   |               | Fiorentina Basket | 2               |            |            |  |  |        |                 |        |
|  | 5B               | Raggisolaris Faenza | 1                 |               |                   |                 |            |            |  |  |        |                 |        |
|  |                  |                     |                   |               |                   |                 |            |            |  |  | 1B     | Pall. Orzinuovi | 3      |
|  |                  |                     | 2A                | Fulgor Omegna | 0                 |                 |            |            |  |  |        |                 |        |
|  | 2A               | Fulgor Omegna       | 2                 |               |                   |                 |            |            |  |  |        |                 |        |
|  | 7B               | BMR Reggio Emilia   | 0                 |               |                   |                 |            |            |  |  |        |                 |        |
|  | 7B               | BMR Reggio Emilia   | 0                 |               | 2A                | Fulgor Omegna   | 3          |            |  |  |        |                 |        |
|  |                  |                     |                   |               | 2A                | Fulgor Omegna   | 3          |            |  |  |        |                 |        |
|  |                  | 3B                  | Pall. Piacentina  | 2             |                   |                 |            |            |  |  |        |                 |        |
|  | 3B               | 3B                  | Pall. Piacentina  | 2             | Pall. Piacentina  | 2               |            |            |  |  |        |                 |        |
|  | 3B               |                     |                   |               | Pall. Piacentina  | 2               |            |            |  |  |        |                 |        |
|  | 6A               | Bottegone S.Angelo  | 0                 |               |                   |                 |            |            |  |  |        |                 |        |

### Play Off 3
|  | Quarti di finale | Quarti di finale | Quarti di finale |            |            | Semifinali      | Semifinali | Semifinali |  |  | Finale | Finale       | Finale |
|  |                  |                  |                  |            |            |                 |            |            |  |  |        |              |        |
|  | 1C               | Cuore Napoli     | 2                |            |            |                 |            |            |  |  |        |              |        |
|  | 8D               | Pall. Senigallia | 0                |            |            |                 |            |            |  |  |        |              |        |
|  | 8D               | Pall. Senigallia | 0                |            | 1C         | Cuore Napoli    | 3          |            |  |  |        |              |        |
|  |                  |                  |                  |            | 1C         | Cuore Napoli    | 3          |            |  |  |        |              |        |
|  |                  | 5C               | Virtus Cassino   | 2          |            |                 |            |            |  |  |        |              |        |
|  | 4D               | 5C               | Virtus Cassino   | 2          | San Severo | 1               |            |            |  |  |        |              |        |
|  | 4D               |                  |                  |            | San Severo | 1               |            |            |  |  |        |              |        |
|  | 5C               | Virtus Cassino   | 2                |            |            |                 |            |            |  |  |        |              |        |
|  |                  |                  |                  |            |            |                 |            |            |  |  | 1C     | Cuore Napoli | 3      |
|  |                  |                  | 3C               | Palestrina | 0          |                 |            |            |  |  |        |              |        |
|  | 2D               | Lions Bisceglie  | 2                |            |            |                 |            |            |  |  |        |              |        |
|  | 7C               | LUISS Roma       | 0                |            |            |                 |            |            |  |  |        |              |        |
|  | 7C               | LUISS Roma       | 0                |            | 2D         | Lions Bisceglie | 2          |            |  |  |        |              |        |
|  |                  |                  |                  |            | 2D         | Lions Bisceglie | 2          |            |  |  |        |              |        |
|  |                  | 3C               | Palestrina       | 3          |            |                 |            |            |  |  |        |              |        |
|  | 3C               | 3C               | Palestrina       | 3          | Palestrina | 2               |            |            |  |  |        |              |        |
|  | 3C               |                  |                  |            | Palestrina | 2               |            |            |  |  |        |              |        |
|  | 6D               | Olimpia Matera   | 1                |            |            |                 |            |            |  |  |        |              |        |

### Play Off 4
|  | Quarti di finale | Quarti di finale  | Quarti di finale |        |                   | Semifinali        | Semifinali | Semifinali |  |  | Finale | Finale            | Finale |
|  |                  |                   |                  |        |                   |                   |            |            |  |  |        |                   |        |
|  | 1D               | Pod. Montegranaro | 2                |        |                   |                   |            |            |  |  |        |                   |        |
|  | 8C               | Planet Catanzaro  | 0                |        |                   |                   |            |            |  |  |        |                   |        |
|  | 8C               | Planet Catanzaro  | 0                |        | 1D                | Pod. Montegranaro | 3          |            |  |  |        |                   |        |
|  |                  |                   |                  |        | 1D                | Pod. Montegranaro | 3          |            |  |  |        |                   |        |
|  |                  | 5D                | Amatori Pescara  | 1      |                   |                   |            |            |  |  |        |                   |        |
|  | 4C               | 5D                | Amatori Pescara  | 1      | Virtus Valmontone | 0                 |            |            |  |  |        |                   |        |
|  | 4C               |                   |                  |        | Virtus Valmontone | 0                 |            |            |  |  |        |                   |        |
|  | 5D               | Amatori Pescara   | 2                |        |                   |                   |            |            |  |  |        |                   |        |
|  |                  |                   |                  |        |                   |                   |            |            |  |  | 1D     | Pod. Montegranaro | 3      |
|  |                  |                   | 3D               | Campli | 0                 |                   |            |            |  |  |        |                   |        |
|  | 2C               | Barcellona        | 2                |        |                   |                   |            |            |  |  |        |                   |        |
|  | 7D               | Basket P.S.E.     | 1                |        |                   |                   |            |            |  |  |        |                   |        |
|  | 7D               | Basket P.S.E.     | 1                |        | 2C                | Barcellona        | 1          |            |  |  |        |                   |        |
|  |                  |                   |                  |        | 2C                | Barcellona        | 1          |            |  |  |        |                   |        |
|  |                  | 3D                | Campli           | 3      |                   |                   |            |            |  |  |        |                   |        |
|  | 3D               | 3D                | Campli           | 3      | Campli            | 2                 |            |            |  |  |        |                   |        |
|  | 3D               |                   |                  |        | Campli            | 2                 |            |            |  |  |        |                   |        |
|  | 6C               | Tigers Forlì      | 1                |        |                   |                   |            |            |  |  |        |                   |        |

### Spareggio Promozione
10 e 11 giugno 2017 al PalaTerme di Montecatini Terme.
|  | Semifinali | Semifinali        | Semifinali |              |    | Finale          | Finale | Finale |  |
|  |            |                   |            |              |    |                 |        |        |  |
|  | 2B         | Bergamo B. 2014   | 64         |              |    |                 |        |        |  |
|  | 2B         | Bergamo B. 2014   | 64         |              |    |                 |        |        |  |
|  | 1D         | Pod. Montegranaro | 74         |              |    |                 |        |        |  |
|  | 1D         | Pod. Montegranaro | 74         |              | 2B | Bergamo B. 2014 | 59     |        |  |
|  |            |                   |            |              | 2B | Bergamo B. 2014 | 59     |        |  |
|  |            |                   | 1C         | Cuore Napoli | 64 |                 |        |        |  |
|  | 1B         | G.M. OrziBasket   | 1C         | Cuore Napoli | 64 | 68              |        |        |  |
|  | 1B         | G.M. OrziBasket   |            |              |    |                 |        |        |  |
|  | 1C         | Cuore Napoli      | 58         |              |    |                 |        |        |  |

## Play-out
Le squadre classificate dal 12º al 15º posto di ciascun girone accederanno ai play out che si disputano al meglio delle tre gare, con il seguente calendario: gara 1, ed eventuale gara 3 si disputano in casa della squadra che ha ottenuto la migliore classifica al termine della stagione regolare. 
Le gare sono in programma il 30 aprile, il 4 maggio e il 7 maggio 2017.

### Girone A
| Squadra 1          | Totale | Squadra 2          | Gara 1 | Gara 2 | Gara 3 |
| ------------------ | ------ | ------------------ | ------ | ------ | ------ |
| Virtus Siena       | 0 - 2  | Oleggio Basket     | 42-65  | 62-64  |        |
| Sangiorgese Basket | 2 - 1  | Pino Drag. Firenze | 64-71  | 59-57  | 63-45  |

### Girone B
| Squadra 1          | Totale | Squadra 2    | Gara 1 | Gara 2 | Gara 3 |
| ------------------ | ------ | ------------ | ------ | ------ | ------ |
| Alto Sebino        | 2 - 1  | Rucker SanVe | 74-76  | 58-56  | 80-60  |
| Pirates Acc. Sestu | 1 - 2  | Vicenza      | 69-64  | 50-72  | 50-61  |

### Girone C
| Squadra 1     | Totale | Squadra 2           | Gara 1 | Gara 2 | Gara 3 |
| ------------- | ------ | ------------------- | ------ | ------ | ------ |
| Patti Basket  | 2 - 0  | S.Michele Maddaloni | 81-65  | 59-56  |        |
| Vis Nova Roma | 1 - 2  | Stella Azzurra      | 73-87  | 62-51  | 55-64  |

### Girone D
| Squadra 1         | Totale | Squadra 2          | Gara 1 | Gara 2 | Gara 3 |
| ----------------- | ------ | ------------------ | ------ | ------ | ------ |
| Giulia Giulianova | 2 - 1  | CUS Jonico Taranto | 58-45  | 74-77  | 68-62  |
| Valdiceppo Basket | 2 - 1  | Isernia            | 63-74  | 50-46  | 69-50  |

## Verdetti
- Promosse in Serie A2: Poderosa Montegranaro, Pallacanestro Orzinuovi, Cuore Napoli Basket.
- Retrocesse in Serie C regionale: Domodossola Basket, Argomm Basket Iseo, Pallacanestro Stella Azzurra Viterbo, Quarta Caffè Monteroni, Virtus Siena, Pirates Accademia Basket, Pallacanestro San Michele Maddaloni, Vis Nova Basket Roma, Basket Isernia.
- Vincitrice Coppa Italia Serie B: Cuore Napoli Basket.